# (34395) 2000 RS73
2000 RS73 (asteroide 34395) é um asteroide da cintura principal. Possui uma excentricidade de 0.11846940 e uma inclinação de 13.25273º.
Este asteroide foi descoberto no dia 2 de setembro de 2000 por LINEAR em Socorro.